# ドッグヴィル
『ドッグヴィル』（Dogville）は、2003年にデンマークで製作（撮影はスウェーデン）された映画である。監督・脚本はラース・フォン・トリアー、主演はニコール・キッドマン。
人間の「本性」を無視した観念的な道徳の無意味さを描く。続編の『マンダレイ』(2005)、『Washington』（2009予定 → 無期限延期）とあわせて「機会の土地-アメリカ」三部作をなすとされている。
2003年のカンヌ国際映画祭コンペティションにトリアー監督作としては6本目のノミネートを果たした。

## ストーリー
舞台は大恐慌時代のロッキー山脈の廃れた鉱山町ドッグヴィル（犬の町）。医者の息子トム（ベタニー）は偉大な作家となって人々にすばらしい道徳を伝えることを夢見ていた。
そこにギャングに追われたグレース（キッドマン）が逃げ込んでくる。トムは追われている理由をかたくなに口にしないグレースを受け入れ、かくまうことこそが道徳の実践だと確信し、町の人々にグレースの奉仕と引き換えに彼女をかくまうことを提案する。
グレースは受け入れてもらうために必死で努力し、町の人と心が通うようになる。しかし、住人の態度は次第に身勝手なエゴへと変貌していく。

### プロローグ
本映画は独白で始まり、15人程度の住人の紹介から始まる。そこでは住人達はそれぞれ小さな許容できる程度の欠点を抱えているものの、基本的には善良な人々として描かれている。トムは作家を志しているが目下のところ先延ばしをしており、定期的に町の住民を集めて会合を開き、彼らの道徳を向上させることに努めている。トムは医者の父の後を継ぐ形で町の道徳的・精神的な指導者になろうとしていることが容易に読み取られる。

### 第1章
ある日の夜、トムは町の近くで銃声が鳴ったのを聞き、ギャングに追われていたグレース（キッドマン）と出会う。グレースはギャングから逃れようと町の裏にある山を登ろうとするが、トムはそれは危険だと留めようとする。話しているところでギャングが町にやって来たので、トムはとっさにグレースを廃坑の入口に隠し、やり過ごそうとする。ギャングはトムに女性が来なかったかどうか聞くがトムは来ていないと答え、ギャングは発見したら知らせるよう連絡先を伝えて去る。
トムは町の住人の道徳心向上のためにグレースを利用しようと考え、見知らぬ人を助けることが町への貢献になると説いた。しかし、住人達はトムの主張に懐疑的だったので、トムはグレースに自身が善人であることを証明するチャンスを与え、2週間の間に住人全員に好かれるよう努力させ、投票でグレースを受け入れるかどうか決定することになった。

### 第2章
トムの提案によりグレースは住人の雑用、盲目のジャック（ギャザラ）の会話相手、チャック（スカルスガルド）とヴェラ（クラークソン）の子供の世話、ジンジャー（バコール）の小物店の手伝い、などを引き受けることを申し出る。住人は最初渋ったが次第に「必ずしも必要ではないが、生活を多少改善する雑用」をグレースにやらせるようになる。

### 第3章
暗黙のうちにグレースは低賃金で雑用を続けるようになったが、次第に盲目のジャック（但し本人はそのことを隠し、目が見えるふりをしている）などをはじめ、友人ができていく。2週間後の集会で投票を行った結果、グレースは全票を獲得して町に居場所を得る。

### 第4章
ドッグヴィルの生活は穏やかに過ぎていたが、ある日警官が町にやってきてグレースを失踪者として捜索している旨が書かれた貼り紙をしたことを機に、徐々に暗転していく。町の住人は法律遵守の観点から警察に協力を求めるべきかどうかで意見が分かれてしまう。

### 第5章
それでも暫くは平穏な日々が続き、トムは次第にグレースを愛するようになる。また町の住人達はグレースへの感謝を込めて、彼女のために小屋を用意する。ところが7月4日の独立記念日に変化が訪れる。再び警官が町を訪れ、捜索用ポスターの代わりにグレースが銀行強盗の指名手配犯であるとするポスターを貼って行ったためである。しかし、グレースは銀行強盗が発生した日以降ずっと町の住人の世話をしていたことを皆が知っていたため、皆彼女が無罪であると考えた。
にもかかわらず、トムは町がグレースを匿うことのリスクが増大したことの「交換条件」としてより多くの雑用をより少ない賃金で行うことを提案する。グレースは町の住人に提供する労働が、最初は自発的なものであったのが次第に強制力を帯びてきていることを不快に思いつつも、トムの尽力に感謝する気持ちもあり、これを受け入れた。

### 第6章
本章から、ドッグヴィルの本性が露になってくる。雑用労働の増加に伴い、グレースはミスを繰り返すようになり、住人達は苛立ちを募らせ彼女に八つ当りをするようになる。その内容も次第にエスカレートし、男の中には性的に言い寄る者も現われる。また子供も言うことを聞かなくなってくる。チャックとヴェラの7人の子供のうち、10歳程度のジェイソン（ピューリントン）はグレースに尻を叩くようお願いし、最初拒否していたグレースも、度重なる挑発もありジェイソンの尻を叩く。その時再び警官が町を訪れる。警官はドッグヴィルの住人がグレースの手掛りとして帽子を発見したと聞き、それについて住人と話していた。その間にチャックが家に戻り、家にいたグレースを警官に報告すると恐喝し、レイプする。

### 第7章
トムはグレースに町から逃げるよう提案する。ヴェラは息子のジェイソンの尻を叩いたことと夫のチャックを誘惑したことでグレースを責め、復讐としてグレースが集めていた7体の陶器人形を壊そうとする。グレースが許しを乞い、ヴェラの子供達にストイシズムを教えたことに言及すると、ヴェラはグレースに自身のストイシズムの証明として「涙を堪えることができたら人形の破壊をやめる」と告げる。しかし2つの人形が壊された時点でグレースは涙を堪えることができなくなり、結局全ての人形を破壊されてしまう。グレースとドッグヴィルの関係を象徴する人形を壊され、グレースは町から逃げることを決断する。グレースは輸送業を営んでいるトラックドライバーのベンに賄賂を渡し、リンゴの貨物と一緒に町から連れ出してくれるよう頼む。しかしその道中に、ベンは指名手配犯を輸送することの「追加料金」を要求し、それを支払えないグレースをレイプする。さらにはグレースをドッグヴィルに連れ戻してしまう。
グレースがベンに渡した金はトムが父親から借りたもののはずだったが、実際はトムが父親から盗んだものだった。しかしトムはグレースが盗んだと証言したため（後にトムはグレースにその理由を「自分が拘束されてグレースを助けられなくなるのを避けるため」と説明している）、グレースは町から逃れられないよう鈴のついた首輪を付けられてしまう。首輪は重い金属のホイールと鎖で結び付けられており、グレースはそれを引き摺りながら町の雑用を続けることを強いられる。これ以降、グレースは町の男から日常的にレイプされ続ける。

### 第8章
トムの尽力によりグレースは町の集会で発言の機会を得る。そこでグレースは町の住人達によってなされた虐待について告白する。住人は困惑しつつも否定し、グレースを町から追い出すことを決定する。トムはグレースを慰めつつも、グレースと関係を持とうとする。トムは町でグレースと肉体関係を持っていない唯一の男となっていた。トムはグレースの拒否に怒りを覚えるが、無理矢理グレースに覆い被さる自分自身は他の町の男と同類であることに気付く。トムは集会に戻り、グレースに告げることなくギャングに連絡を取り、住人との合意によりグレースの小屋に鍵を掛けて閉じ込めてしまう。

### 第9章と終幕
ギャングの一団が町に到着し、トム達住民は彼等を丁重に迎える。グレースは解放され、その扱いからとうとう住人達はグレースが何者であるかを知る。グレースは強力なギャングのボスの娘で、彼女は父の汚い仕事を継ぐのを拒否してそこから逃げてきたのだった。ギャングのボスはグレースと車の中で話し、他人が自分と同等の道徳的水準にないと考える（さらに、本来人は自分行為について説明責任がある（accountable）が、グレースが住人に説明の機会も与えず許そうとしていることについて）グレースを傲慢だとした。グレースは最初父親の言うことを聞こうとしなかったが、いったん車を離れ町や住人の様子を見ながら熟考した末、父の考えに同意して「もし住人達が自分自身と同じくらい道徳的だったならば住人達を非難して重い罰を与えなければならないだろう、そうしないのは独善的で偽善的である」と考えた。グレースが町を破壊するこの決断に至ったのは最後にトムと交わした会話による。トムはギャングが町に対して行うことそのものについては恐れているが、自分のやったことに自責の念や後悔はないと言い、トムがグレースを裏切ったことで互いに人間の性質について多くのことを学べたと発言した。
グレースは父の娘としての役割を受け入れ、町を消し去るよう命令する。特にヴェラについては、子供達を先に殺してヴェラに見せるよう指示し、その際「涙を堪えることができたら子供を殺すのを止める」と告げるよう命じた。町は焼き尽くされ、全住人はトムを除きグレースの命令を受けたギャングに殺害される。トムについてはグレースが自ら引き金を引く。最後に町の残骸の中から犬のモーゼスが生きているのが発見された。この犬はドッグヴィルが本性を表したときに姿を見せなかったため、唯一、見逃された。モーゼスの鳴き声が響く中、映画は終了する。

## キャスト
| 役名                     | 俳優                         | 日本語吹替 |
| ------------------------ | ---------------------------- | ---------- |
| グレース                 | ニコール・キッドマン         | 湯屋敦子   |
| トム・エディソン         | ポール・ベタニー             | 楠大典     |
| リズ                     | クロエ・セヴィニー           | 笹森亜希   |
| ジンジャー               | ローレン・バコール           | 火野カチコ |
| チャック                 | ステラン・スカルスガルド     | 諸角憲一   |
| ビッグ・マン             | ジェームズ・カーン           | 木村雅史   |
| ヴェラ                   | パトリシア・クラークソン     | 矢野裕子   |
| ビル                     | ジェレミー・デイヴィス       | 武藤正史   |
| ジャック                 | ベン・ギャザラ               | 佐々木睦   |
| コートを着た男           | ウド・キア                   |            |
| 大きな帽子をかぶった男   | ジャン＝マルク・バール       |            |
| トム・エディソン・シニア | フィリップ・ベイカー・ホール | 浦山迅     |
| ナレーション             | ジョン・ハート               | 木村雅史   |

その他 - 山門久美、島宗りつこ、奥田啓人

## 作品解説
床に白い枠線と説明の文字を描いて建物の一部をセットに配しただけの舞台で撮影され、ジョン・ハートによるナレーションが登場人物の心理までも事細かに解説するという実験的な作りが特徴的である。
インタビューの中で監督であるトリアーは、ベルトルト・ブレヒトの『三文オペラ』（特に劇中歌の「海賊ジェニー」）に触発されたと語っており、実際クライマックス直前に主人公がその一節をふと口にしている。